# 등각 다양체
미분기하학에서 등각 다양체(登角多樣體, 영어: conformal manifold)는 리만 계량의 (스칼라 함수의 곱에 대한) 동치류가 갖추어진 매끄러운 다양체이다.

## 정의
매끄러운 다양체 {\displaystyle M} 위의 두 준 리만 계량 {\displaystyle g}, {\displaystyle h}에 대하여, 다음과 같은 관계가 존재한다면 서로 동치라고 하자.
{\displaystyle g=\lambda h\qquad (\lambda \in {\mathcal {C}}^{\infty }(M,\mathbb {R} ^{+}))}
위와 같은 준 리만 계량의 동치류를 등각 계량(영어: conformal metric)이라고 하자. 등각 계량을 갖춘 매끄러운 다양체를 등각 다양체라고 한다.

## 성질

### 곡률
{\displaystyle d}차원 준 리만 다양체 {\displaystyle (M,g)}의 리만 곡률
{\displaystyle \operatorname {Riem} (X,Y)Z=([\nabla _{X},\nabla _{Y}]-\nabla _{[X,Y]})Z}
{\displaystyle (\operatorname {Riem} (X,Y)Z)^{l}=R^{l}{}_{ijk}Z^{i}X^{j}Y^{k}}
을 생각하고, 리치 곡률
{\displaystyle \operatorname {Ric} _{ij}=\operatorname {Riem} ^{l}{}_{ilj}}
를 정의하자. 그렇다면,
{\displaystyle g'_{ij}=\exp(2\phi )g_{ij}}
에 대하여, 리치 곡률은 다음과 같이 변환한다.
{\displaystyle \operatorname {Ric} [g']_{ij}=\operatorname {Ric} [g]_{ij}-(d-2)\left(\nabla _{i}\partial _{j}\phi -(\partial _{i}\phi )\partial _{j}\phi \right)-g_{ij}g^{kl}\left(\nabla _{k}\partial _{l}\phi +(d-2)(\partial _{k}\phi )\partial _{i}\phi \right)}
즉, 리치 곡률은 {\displaystyle d\geq 2}일 경우 등각 불변량이 아니며, 등각 다양체에 대하여 정의될 수 없다. (물론 {\displaystyle d\leq 1}일 경우 모든 곡률은 항상 0이다.)
반면, {\displaystyle d>2}일 때, 바일 곡률 텐서
{\displaystyle C^{i}{}_{jkl}=\operatorname {Riem} ^{i}{}_{jkl}+{\frac {\operatorname {Ric} _{i'l}g^{ii'}g_{jk}-\operatorname {Ric} _{i'k}g^{ii'}g_{jl}+\operatorname {Ric} _{jk}\delta _{l}^{i}-\operatorname {Ric} _{i'l}g^{ii'}g_{jk}}{d-2}}+{\frac {\delta _{k}^{i}g_{jl}-\delta _{l}^{i}g_{jk}}{(d-1)(d-2)}}g^{mn}\operatorname {Ric} _{mn}}
를 정의하면, 이는 등각 변환에 대하여 불변임을 보일 수 있다. 즉, (1,3)차 텐서인 바일 곡률은 등각 다양체에 대하여 잘 정의된다.

### 호지 쌍대
{\displaystyle p}차 미분 형식의 경우, 호지 쌍대 사상은 등각 변환 {\displaystyle g(-,-)\mapsto \exp(2\phi )g(-,-)}에 대하여 다음과 같이 변환한다.
{\displaystyle *'=\exp((d-2p)\phi )*}
다시 말해, 만약 {\displaystyle p=d/2}일 경우에만, 호지 쌍대 사상은 등각 불변이다.

### 등각 킬링 벡터장
등각 다양체 {\displaystyle (M,[g])} 위의 등각 킬링 벡터장(영어: conformal Killing vector field)은 다음 조건을 만족시키는 벡터장이다.
{\displaystyle {\mathcal {L}}_{X}g=\lambda g\qquad (\lambda \in {\mathcal {C}}^{\infty }(M,\mathbb {R} ^{+}))}
이는 구체적으로 다음과 같다.
{\displaystyle \nabla _{i}X_{j}+\nabla _{j}X_{i}-{\frac {2}{d}}g_{ij}\nabla _{k}X^{k}=0}
이는 등각 다양체의 대칭을 나타낸다.

## 참고 문헌
- Kobayashi, Shoshichi (1970). 《Transformation Groups in Differential Geometry》 Fir판. Springer. ISBN 3-540-05848-6.
- Slovák, Jan (1993). 《Invariant Operators on Conformal Manifolds》. Research Lecture Notes, University of Vienna (Dissertation).
- Sternberg, Shlomo (1983). 《Lectures on differential geometry》. New York: Chelsea. ISBN 0-8284-0316-3.